# Torrent del Reig
El Torrent del Reig és un afluent per l'esquerra de l'Aigua de Valls que transcorre íntegrament pel terme municipal de Saldes, al Berguedà. Desguassa a l'Aigua de Valls a poc menys de 500 m a migjorn del nucli de l'Espà

## Xarxa hidrogràfica
El Torrent del Reig té un únic afluent de 1r nivell de subsidiarietat i un altre de 2n nivell. La totalitat de la xarxa, que també transcorre íntegrament pel terme municipal de Saldes, suma una longitud de 3.123 m.